# Rhipidia (Rhipidia) diploclada
Rhipidia (Rhipidia) diploclada is een tweevleugelige uit de familie steltmuggen (Limoniidae). De soort komt voor in het Australaziatisch gebied.